# Pavel Sušický
Pavel Sušický (* 11. ledna 1951, Chomutov) je český politik a lékař, bývalý senátor za obvod č. 31 – Ústí nad Labem, člen ODS.

## Vzdělání, profese, rodina
Základní a střední vzdělání získal v Chomutově, poté pokračoval v letech 1969 až 1975 na LF UK v Plzni.
Po absolvování vysoké školy se vrátil do Chomutova, kde pracoval v místní nemocnice a specializoval se na oční lékařství. V roce 1979 se přestěhoval do Ústí nad Labem, kde pracoval do vstupu do horní komory českého parlamentu. Byl jedenáct let primářem zdejší oční kliniky.
S manželkou Sylvií má dceru Veronika.

## Politická kariéra
V roce 1993 vstoupil do ODS, předtím nebyl v žádné politické straně. Od roku 1991 po tři volební období působil v Zastupitelstvu městského obvodu Ústí nad Labem – město.
Roku 2004 se stal senátorem za obvod Ústí nad Labem. Z prvního kola postoupil se ziskem 39,33 % a jeho soupeřem byl komunista a tehdejší senátor Jaroslav Doubrava, který obdržel 32,18 % hlasů. Ve druhém kole se situace opakovala a Pavel Sušický vyhrál volby díky 56,26 % všech platných hlasů. V senátu pracoval jako místopředseda Výboru pro zdravotnictví a sociální politiku. Ve volbách 2010 svůj mandát neobhájil, přestože v prvním kole porazil kandidáta hnutí Severočeši.cz Jaroslava Doubravu v poměru 27,01 % ku 23,15 % hlasů, avšak ve druhém kole víc hlasů (55,97 %) získal Doubrava.